# Potop (film 1974)
Potop – polsko-radziecki film historyczny z 1974 roku w reżyserii Jerzego Hoffmana, będący trzecią ekranizacją powieści Henryka Sienkiewicza pod tym samym tytułem. Akcja filmu toczy się podczas potopu szwedzkiego w Rzeczypospolitej Obojga Narodów, a jego głównym bohaterem jest awanturniczy chorąży Andrzej Kmicic, który zostaje okryty hańbą wskutek podpalenia wsi oraz kolaboracji ze środowiskami proszwedzkimi. Wskutek tego zmienia swoje nazwisko, pod którym próbuje naprawić wyrządzone krzywdy i przechodzi przemianę osobowości.
Pomysł na ekranizację Potopu zrodził się w 1969 roku, gdy Jerzy Hoffman wraz z historykiem Adamem Kerstenem przygotował scenariusz do adaptacji, skracając lub usuwając liczne oryginalne wątki zawarte w powieści. Na realizację filmu przeznaczono budżet w wysokości 100 milionów ówczesnych złotych. W czasie realizacji film był największym przedsięwzięciem produkcyjnym w historii polskiej kinematografii. Zdjęcia do filmu nakręcono w latach 1971–1973, korzystając z plenerów polskich i radzieckich. W obsadzie aktorskiej znaleźli się między innymi Daniel Olbrychski, Małgorzata Braunek, Tadeusz Łomnicki i Kazimierz Wichniarz.
Po premierze Potop uzyskał entuzjastyczne recenzje krytyków, a doceniła go także wielomilionowa, licząca ponad 27 milionów widzów w kinach widownia. Film Hoffmana otrzymał liczne nagrody, między innymi przyznawane po raz pierwszy Złote Lwy na Festiwalu Polskich Filmów Fabularnych. Potop był również nominowany do Oscara dla najlepszego filmu nieanglojęzycznego.

## Fabuła
Akcja filmu toczy się w Rzeczypospolitej Obojga Narodów podczas wojny polsko-szwedzkiej w latach 1655–1660. Film składa się z dwóch części.

### Część I
Głównym bohaterem Potopu jest chorąży orszański Andrzej Kmicic, zaręczony ze szlachcianką Oleńką Billewiczówną. Wraz ze swoimi towarzyszami przybywa do wsi Lubicz. Gdy kompani Kmicica odwiedzają karczmę, wdają się w konflikt z przedstawicielami rodu Butrymów, przez których zostają zabici. Kiedy Kmicic dowiaduje się o śmierci towarzyszy, w odwecie pali należącą do Butrymów wioskę Wołmontowicze. Następnie ukrywa się u Oleńki, która jednak zrywa z nim zaręczyny na wieść o tym, co uczynił. Chorąży porywa Billewiczównę i barykaduje się w Lubiczu. Na odsiecz porwanej przybywają siły dowodzone przez Michała Wołodyjowskiego. Widząc przewagę rywala, Kmicic grozi wysadzeniem dworu. W odpowiedzi na groźbę Wołodyjowski wyzywa go na pojedynek i obiecuje, że w razie zwycięstwa Kmicic będzie mógł odejść wolny. Wołodyjowski rani w pojedynku chorążego orszańskiego i uwalnia Oleńkę.
Wołodyjowski proponuje Kmicicowi, aby dla zmycia swej hańby sformował chorągiew dla hetmana Janusza Radziwiłła. Kmicic przybywa później ze sformowaną chorągwią do Radziwiłła, który zamierza wykorzystać korzystną sytuację polityczną – wkroczenie wojsk Karola X Gustawa do Rzeczypospolitej – w celu separacji Litwy od Korony. Hetman żąda od Kmicica złożenia przysięgi wierności. Sam zaś podczas uroczystego spotkania szlachty w Kiejdanach wznosi toast na cześć Karola X Gustawa, tym samym przyznając się do zdrady króla Jana Kazimierza. Zebrani, włącznie z Wołodyjowskim i jego kompanem Janem Zagłobą, protestują wobec aktu zdrady, po czym zostają aresztowani przez służbę Radziwiłła. Kmicic na dodatek powstrzymuje odsiecz aresztowanym, tracąc do reszty zaufanie Oleńki. Gdy chorąży wyraża swoje wątpliwości Radziwiłłowi, ten twierdzi, że jego kolaboracja jest pozorna i służy dobru ojczyzny, po czym zapewnia, że jeńcy będą bezpieczni. W praktyce zamierza ich wydać królowi szwedzkiemu i skazać na śmierć. Jednak dzięki podstępowi Zagłoby jeńcom Radziwiłła udaje się obezwładnić eskortę dowodzoną przez oficera Rocha Kowalskiego.
Tymczasem Kmicic po rozmowie z bratem hetmana – księciem Bogusławem Radziwiłłem – odkrywa, że prawdziwymi intencjami Radziwiłłów są wyłącznie własne korzyści. Przy nadarzającej się okazji usiłuje porwać Bogusława, aby uzyskać rehabilitację ze strony króla polskiego. Akcja jednak kończy się niepowodzeniem, a Kmicic zostaje ciężko ranny.

### Część II

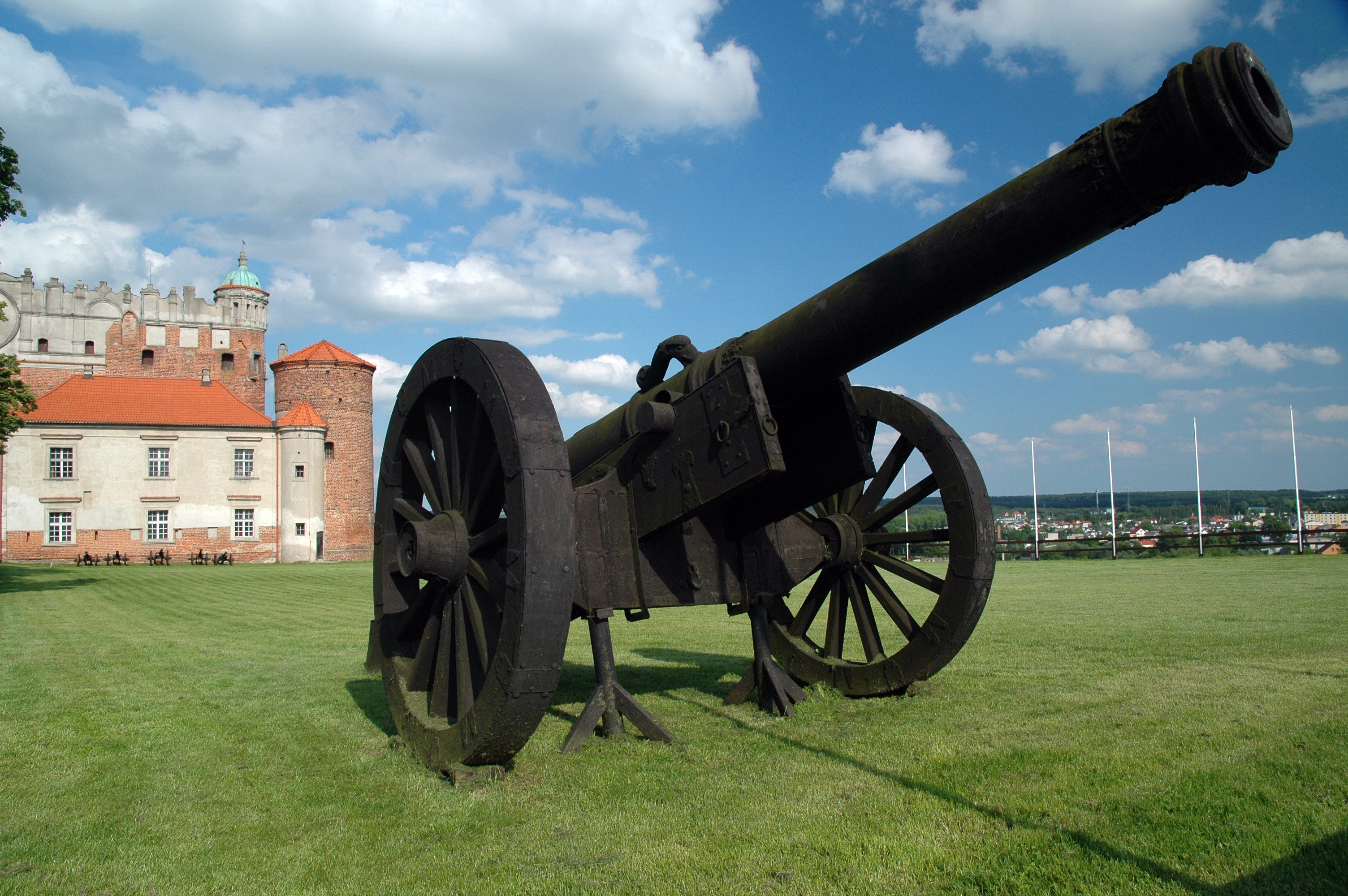
Kolubryna z filmu Potop stojąca obecnie na zamku w Golubiu

Po dojściu do zdrowia Andrzej Kmicic uzmysławia sobie, że teraz jest nie tylko wrogiem Szwedów i Radziwiłłów, ale także żołnierzy opozycji antyszwedzkiej, którzy uznają go za zdrajcę. Przyjmuje wówczas przybrane imię Babinicz, pod którym, wraz z wiernym sobie wachmistrzem Soroką oraz kompanami Kiemliczami, dociera do Częstochowy. Tam ostrzega przeora Augustyna Kordeckiego, że Szwedzi zmierzają do zaatakowania klasztoru na Jasnej Górze. Załoga gorączkowo przygotowuje obronę, stawiając opór oblegającym klasztor wojskom szwedzkim pod dowództwem generała Burcharda Müllera. Wielkie straty obrońcom zadaje jednak potężna szwedzka kolubryna. Nocą Kmicic-Babinicz dokonuje więc sabotażu armaty, wysadzając ją. Nazajutrz zostaje jednak pojmany przez Müllera i wydany pułkownikowi Kuklinowskiemu, który poddaje jeńca torturom. Kmicic zostaje uratowany z opresji przez Kiemliczów, po czym mści się surowo na pułkowniku.
Tymczasem Janusz Radziwiłł przenosi Oleńkę z Kiejdan do Taurogów, oddając ją pod opiekę bratu Bogusławowi, sam zaś przygotowuje obronę przeciwko zbuntowanej wobec niego szlachcie. Kmicic wyrusza natomiast na Śląsk, gdzie, nadal pod fałszywym nazwiskiem, oferuje swą służbę królowi Janowi Kazimierzowi. Ten organizuje powrót do Polski, lecz w górskim wąwozie orszak królewski zostaje zaatakowany przez wojska szwedzkie. Kmicic ofiarnie broni króla walcząc z Kiemliczami przeciw całemu oddziałowi szwedzkiemu, po czym pada ranny. Gdy potyczka zostaje wygrana, Kmicic wyjawia królowi swoje prawdziwe nazwisko. Natomiast Janusz Radziwiłł, pozbawiony pomocy ze strony zafascynowanego Oleńką Bogusława, umiera podczas oblężenia jego zamku w Tykocinie. Billewiczówna w stroju szwedzkiego oficera decyduje się uciec z Taurogów.
Ponosząca coraz więcej klęsk armia szwedzka szykuje się do wielkiej bitwy z polskimi konfederatami. Polskie oddziały dowodzone przez Stefana Czarnieckiego, ze znaczącym udziałem dragonów Wołodyjowskiego i Kmicica dowodzącego Tatarami, zadają decydującą klęskę Szwedom. Podczas bitwy Kmicic walczy z Bogusławem Radziwiłłem, ostatecznie raniąc go i biorąc do niewoli. Po zwycięskiej bitwie, mimo początkowej chęci spotkania z Oleńką, postanawia wyruszyć na dalszą wojnę, gdzie zostaje ciężko ranny i odwieziony przez wiernego Sorokę do Lubicza. Po wyleczeniu się z ran przybywa do kościoła w Upicie, gdzie listem królewskim uroczyście zostaje zrehabilitowany w oczach społeczności. Oleńka wtedy dowiaduje się, że jej ukochany nie jest zdrajcą.

## Obsada
- Daniel Olbrychski – Andrzej Kmicic
- Małgorzata Braunek – Aleksandra Billewiczówna
- Tadeusz Łomnicki – Jerzy Michał Wołodyjowski
- Kazimierz Wichniarz – Jan Onufry Zagłoba
- Władysław Hańcza – Janusz Radziwiłł
- Leszek Teleszyński – Bogusław Radziwiłł
- Ryszard Filipski – wachmistrz Soroka
- Wiesława Mazurkiewicz – ciotka Kulwiecówna
- Franciszek Pieczka – stary Kiemlicz
- Lesław Janicki – Damian Kiemlicz
- Wacław Janicki – Kosma Kiemlicz
- Bruno O’Ya – Józwa Butrym
- Bogusz Bilewski – Kulwiec-Hippocentaurus
- Andrzej Kozak – Rekuć Leliwa
- Stanisław Michalski – Jaromir Kokosiński
- Włodzimierz Bednarski – Zend
- Paweł Rouba – Uhlik
- Leszek Herdegen – Jan Sakowicz
- Krzysztof Kowalewski – Roch Kowalski
- Stanisław Jasiukiewicz – przeor Augustyn Kordecki
- Wiesław Gołas – Stefan Czarniecki
- Piotr Pawłowski – Jan II Kazimierz Waza
- Leon Niemczyk – Karol X Gustaw
- Juliusz Kalinowski – kanclerz Oxenstierna
- Bolesław Płotnicki – ksiądz
- Jerzy Bielenia – Ganchoff, dworzanin radziwiłłowski
- Stanisław Chmieloch – Butrym
- Czesław Jacenko – Stankiewicz
- Andrzej Krasicki – Bergman
- Hugo Krzyski – kanclerz
- Jolanta Lothe – Terka Gasztowtówna (Pacunelka)
- Anna Seniuk – Marynia Gasztowtówna (Pacunelka)
- Ewa Szykulska – Zonia Gosztowtówna (Pacunelka)
- Euzebiusz Luberadzki – prymas
- Tadeusz Ordeyg – Kasjan Butrym
- Adam Perzyk – Charłamp
- Jerzy Przybylski – generał Müller
- Tadeusz Schmidt – pułkownik Oskierko
- Lech Skolimowski – pułkownik Mirski
- Stefan Szmidt – Tyzenhauz, dworzanin królewski
- Mieczysław Voit – Wrzeszczowicz
- Sławomir Zemło – Tomasz
- Leonard Andrzejewski – aga tatarski
- Bolesław Abart – Sosnowski
- Arkadiusz Bazak – Kuklinowski, pułkownik
- Jerzy Fedorowicz – Braun, oficer ks. Bogusława
- Jerzy Kozakiewicz – Krzepisz
- Ferdynand Matysik – miecznik sieradzki Zamoyski
- Kazimierz Opaliński – poseł cesarski
- Zygmunt Kęstowicz – oficer szwedzki
- Jerzy Moes – oficer szwedzki

## Produkcja

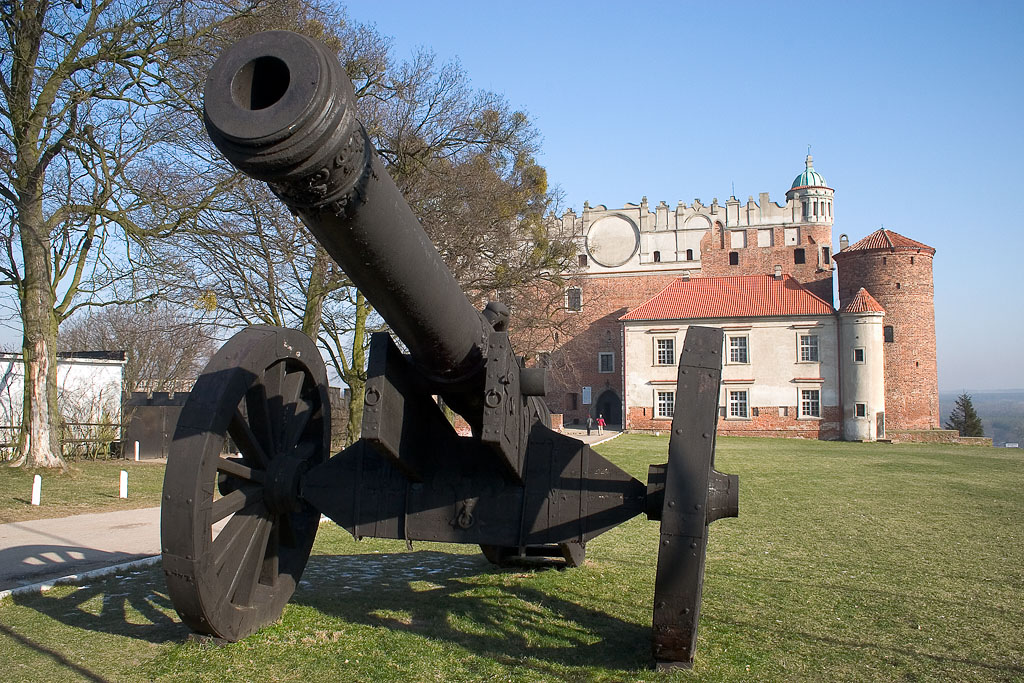
Kolubryna – rekonstrukcja wykonana dla potrzeb filmu przed zamkiem w Golubiu

### Scenariusz
Po premierze Pana Wołodyjowskiego w 1969 roku Jerzy Hoffman rozpoczął przygotowania do ekranizacji środkowego ogniwa Trylogii Sienkiewicza. Zaproponował współpracę przy pisaniu scenariusza historykowi Adamowi Kerstenowi, który został także kierownikiem naukowym przyszłego dzieła. Hoffman wraz z Kerstenem musieli dokonać wielu uproszczeń fabuły powieści, między innymi usunęli ze scenariusza licznych bohaterów epizodycznych i ograniczyli liczbę bitew do pokazania w filmie. Scenarzyści zdecydowali się także na nadanie poszczególnym postaciom rysów współczesnych czasom powstawania filmu, przy jednoczesnym zachowaniu występujących w pierwowzorze archaizmów. Scenariusz do Potopu został ukończony i przyjęty w grudniu 1969 roku.

### Przygotowania
Po napisaniu scenariusza Hoffman zaczął kompletować ekipę filmową. Producentem filmu został Wilhelm Hollender, operatorem – Jerzy Wójcik, a montażystą – Zenon Piórecki. Twórcy gorączkowo poszukiwali plenerów do Potopu, a dopięty budżet 100 milionów starych złotych wymuszał dodatkowe oszczędności. Hoffman zdecydował się na współpracę z mińską wytwórnią Biełaruśfilm; właśnie w atelier pod Mińskiem zaplanowano zdjęcia przedstawiające Wołmontowicze i Lubicz. Dzięki radzieckiej wytwórni Mosfilm udało się pozyskać do filmu pułk kawalerii, który później wykorzystano do kręcenia wielkiej batalii. Ekipa zdecydowała, że występujące w powieści Kiejdany i Taurogi będą imitowane przez Podhorce i Olesko, choć Kersten był za wyborem Krasiczyna i Winniczy.
Pod koniec 1970 roku ekipa filmowa uzyskała zgodę zakonu paulinów na kręcenie zdjęć w klasztorze na Jasnej Górze – dokładnie tam, gdzie odbywała się akcja powieści Sienkiewicza. Zdecydowano się na wykorzystanie współczesnej, XX-wiecznej architektury Jasnej Góry, bo była najbardziej rozpoznawalna dla przyszłych widzów. Konsultanci ustalili, że po dobudowaniu bastionu i podwyższeniu muru będzie można przystąpić do zdjęć w klasztorze. Nie dało się jednak zatuszować znajdującej się niedaleko budowli XIX-wiecznej wieży.
Na potrzeby filmowego Potopu obsadzono ponad 200 ról. Michała Wołodyjowskiego zagrał Tadeusz Łomnicki, występujący już w Panie Wołodyjowskim w tej samej roli. Rola Zagłoby była początkowo przeznaczona dla Mieczysława Pawlikowskiego, lecz ten z powodu zawału serca nie mógł wziąć udziału w zdjęciach; w tej roli zastąpił go Kazimierz Wichniarz. Jako Kmicica Hoffman wybrał Daniela Olbrychskiego, który w Panu Wołodyjowskim grał rolę Azji; postać Oleńki powierzono Małgorzacie Braunek, a Janusza Radziwiłła zagrał Władysław Hańcza.

### Zdjęcia
Zdjęcia do Potopu rozpoczęły się w 1971 roku. Rozpoczęto budowę dekoracji w Częstochowie i w Mińsku, a Hoffman z trudem wystarał się o wysokiej jakości obiektyw Panavision. Po wykonaniu setek kostiumów i rekwizytów na przełomie 1971 i 1972 roku częściowo zrealizowano scenę oblężenia Częstochowy, a także scenę pożaru oraz niektóre plany ogólne Wołmontowicz, Pacuneli i Lubicza. Za plenery posłużyły także Bogusławice (gdzie przebudowano teren w miejsce odtwarzające majątek Billewiczów w Wodoktach), Zamek Królewski na Wawelu (służący za zamek w Kiejdanach), Pieskowa Skała oraz Łódź, gdzie nakręcono sceny atelierowe.
Prace nad Potopem skomplikowały się, gdy na początku 1972 roku został zlikwidowano zespół filmowy odpowiedzialny za jego produkcję. Władze rozważały przerwanie zdjęć, ale nakłady przeznaczone na produkcję filmu były zbyt duże, aby zakończyć ją przed czasem. Hoffman wziął na siebie pełną odpowiedzialność za produkcję Potopu. W 1972 roku ekipa filmowa wyjechała do ZSRR. W Podhorcach i Olesku zrealizowano sceny plenerowe; w Mińsku nakręcono szturm Lubicza i pojedynek Kmicica z Wołodyjowskim. Do sceny pojedynku użyto wody z sikawek strażackich, która miała udawać deszcz. Do sceny pojedynku Wołodyjowskiego z Kmicicem odtwórcy głównych ról przygotowywali się dwa miesiące, ponieważ Łomnicki był słabszym szermierzem niż Olbrychski, tymczasem w filmie miał okazywać wyższość nad filmowym Kmicicem. Układ pojedynku ustawił prof. Waldemar Wilhelm, wg Olbrychskiego „najlepszy specjalista w Europie”. Najwięcej uwagi poświęcono wielkiej bitwie, którą ekipa nakręciła pod Kijowem. Upał sięgający 40 stopni Celsjusza wyczerpywał ekipę; pole bitwy po każdej szarży nieustannie zraszano. Zaplanowano szereg scen kaskaderskich, a do zdjęć wykorzystano radziecki pułk kawalerii. Ze względu na oszczędności reżyser musiał zrezygnować z niektórych wątków zawartych w scenariuszu.
Gdy ekipa filmowa powróciła z ZSRR do Polski, rozpoczęła intensywne prace nad zdjęciami w kraju. Odbyły się one między innymi pod Łodzią, w Sulejowie, Krakowie, Pieskowej Skale i puszczy Niepołomickiej. Zimą na przełomie 1972 i 1973 roku udało się jeszcze dokończyć zdjęcia w Częstochowie i Zakopanem. W maju 1973 roku, po 535 dniach zdjęciowych, zakończono realizację filmu, po czym został on poddany montażowi i udźwiękowieniu. Muzykę do Potopu skomponował Kazimierz Serocki, który dokładał wszelkich starań, aby ścieżka dźwiękowa została zsynchronizowana z akcją filmu. Muzyka została nagrana w ciągu dwóch dni w sali łódzkiej wytwórni. Pełny materiał filmowy zrealizowany podczas zdjęć został znacznie okrojony, przez co film trwa nieco ponad 5 godzin. Według  Hoffmana, całość zrealizowanej wersji materiału trwałaby około 20 godzin projekcji. Uroczysta premiera Potopu odbyła się 2 września 1974 roku.
Łącznie w filmie wystąpiło 400 aktorów, do zdjęć przygotowano 23 tys. kostiumów, a przy realizacji użyto kilkanaście tysięcy metrów barwnej taśmy filmowej.

## Odbiór filmu
Ukazanie się Potopu poprzedziła zapalczywa dyskusja na temat obsadzenia Daniela Olbrychskiego, który grał już Azję Tuhajbejowicza w Panu Wołodyjowskim, w roli Kmicica. Zainicjował ją na łamach „Życia Warszawy” krytyk Stanisław Grzelecki, który wraz z recenzentem Januszem Czaplińskim z „Expressu Wieczornego” sprzeciwiał się temu doborowi aktora. Obaj krytycy powoływali się na anonimowe listy czytelników, którzy rzekomo domagali się obsadzenia innego aktora w roli Kmicica. Z agresywnego tonu wypowiedzi Czaplińskiego kpił na łamach „Kultury” Janusz Głowacki, a Krzysztof Mętrak z „Filmu” zarzucił inicjatorom dyskusji manipulowanie głosami czytelników. Ostatecznie Grzelecki i Czapliński odwołali swoje sądy wobec Olbrychskiego.
Po premierze Potop został entuzjastycznie przyjęty zarówno przez widownię (obejrzało go w kinach ponad 27 milionów widzów), jak i – początkowo – przez krytyków. Aleksander Ledóchowski na łamach „Kina” pisał, iż „film Hoffmana przechwycił to wszystko, co ważne jest dla prozy Sienkiewicza”. Zdaniem Krzysztofa Mętraka:

Ekranizacja Potopu jest czynem doniosłym dla naszej kultury […], osiągnięciem, wobec którego muszą się określić i ci, dla których jest to „historyczny komiks”, i ci, dla których jest to pełnobrzmiąca wypowiedź artystyczna.

 Krytycy przychylni dziełu Hoffmana zgodnie chwalili staranną adaptację utworu literackiego, biegłość warsztatową filmu, a także jego wartość patriotyczną i kulturową. Szczególne pochwały zebrał Daniel Olbrychski za swoją kreację Kmicica, którą Maria Malatyńska z „Życia Literackiego” określiła mianem brawurowej.
Bardziej sceptyczni wobec dzieła Hoffmana krytycy zarzucali mu, że przypomina raczej romans z gatunku płaszcza i szpady niż wierną adaptację pierwowzoru. Zygmunt Kałużyński na łamach „Polityki” stawiał wobec filmowego Potopu zarzuty, iż jego forma przywołuje na myśl staroświeckie kino hollywoodzkie z lat 50. XX wieku. Stanisław Grzelecki zwracał uwagę na to, że główne postacie utworu są niegodne naśladowania w rzeczywistości, a pominięto wiele wątków zawartych w pierwowzorze. Cezary Wiśniewski z pisma „Ekran” zarzucił filmowi Hoffmana, że poprzez zastosowanie licznych skrótów staje się niezrozumiały, a ogólnonarodowy charakter wojny gubi się w utworze.
Potop stał się obiektem rozważań historyków, którzy upatrywali w dziele Hoffmana przekształcenia wymowy powieści Sienkiewicza. Ryszard Koniczek wskazywał na fakt, iż „ekranizacja Potopu sprowadziła mit do właściwych wymiarów” i pozbawiła powieść ideologicznej wymowy. Antoni Mączak stwierdził ponadto, że wymowa mobilizacyjna utworu uległa dezaktualizacji. Janusz Tazbir umiejscowił filmowy Potop wśród dzieł propagujących tradycyjną wizję przeszłości narodowej, w przeciwieństwie do Popiołów autorstwa Andrzeja Wajdy.

## Różnice między powieścią a filmem
Historycy filmu Ryszard Bujnicki i Alicja Helman zwrócili uwagę na znaczącą ingerencję reżysera w przesłanie utworu Sienkiewicza. Postacią centralną utworu uczyniono Andrzeja Kmicica, redukując liczbę wątków zawartych w utworze. Wobec obszerności całego dzieła literackiego skróceniu bądź wykluczeniu z fabuły uległy konkretne wątki i postacie: między innymi pominięto elementy perypetii Andrzeja Kmicica, zredukowano rolę Zagłoby oraz nie uwzględniono postaci Anusi Borzobohatej-Krasieńskiej, Ketlinga, Rzędziana, Jana i Stanisława Skrzetuskich czy Tomasza Billewicza, stryja Oleńki Billewiczówny. Pominięte zostały także walki polsko-szwedzkie o Warszawę. Zrezygnowano również z pokazania riposty Zagłoby proponującego królowi szwedzkiemu Niderlandy, jak również z rozgraniczenia bohaterów utworu na katolików i innowierców.
Ponieważ Hoffman kręcił swój film w czasach innych niż okres powstawania powieści, zaprezentował bardziej współczesne i bliższe realizmowi historycznemu podejście do historii. Stąd też Jan Kazimierz, wyeksponowany w powieści, w filmie jest człowiekiem miernym, niezdolnym do wywarcia wpływu na wydarzenia wojenne. Z kolei na przykład Janusz Radziwiłł nie jest w filmie postacią jednoznacznie negatywną, gdyż w rzeczywistości historycznej zdrada z jego strony nastąpiła wskutek trudnej ówczesnej sytuacji Litwy. Podobnie obrona Jasnej Góry, w powieści ukazana jako punkt zwrotny wojny, została w filmie sprowadzona do proporcji rzeczywistych.
Reżyser przesunął również akcenty dotyczące postaci fikcyjnych. Kmicic w kreacji Daniela Olbrychskiego połączył wizerunek siedemnastowiecznego warchoła z targaną wątpliwościami osobą młodzieńca rodem z połowy XX wieku. Również Małgorzata Braunek jako Oleńka zerwała z sienkiewiczowskim wizerunkiem idealistki, wyposażając swoją bohaterkę w cechy romantyczne. Filmowy Potop pozbawiony jest także wysokiego okrucieństwa charakterystycznego dla stylu pisarza. Dialog w filmie uległ ponadto redukcji na rzecz strony wizualnej dzieła Hoffmana.

## Nagrody i wyróżnienia
Potop został uhonorowany kilkunastoma nagrodami i wyróżnieniami. Na pierwszej edycji Festiwalu Polskich Filmów Fabularnych w 1974 roku zdobył cztery nagrody: „Grand Prix Złote Lwy”, nagrodę za pierwszoplanową rolę męską dla Daniela Olbrychskiego w kategorii filmów kinowych oraz nagrodę publiczności w kategorii filmów telewizyjnych. Pismo „Film” przyznało mu dwie Złote Kamery: dla najlepszego filmu polskiego i najlepszego aktora (Olbrychskiego). Jerzy Hoffman za swój film otrzymał Nagrodę Ministra Kultury i Sztuki I stopnia; Potop uzyskał także nominację do Oscara dla najlepszego filmu nieanglojęzycznego na 47. ceremonii wręczenia Oscarów w 1975 roku.
Pojedynek Kmicica z Wołodyjowskim w 2007 roku został wyróżniony przez „Film” Złotą Kaczką pięćdziesięciolecia, a w 2009 roku sam film otrzymał tę samą nagrodę „dla najlepszego filmu historyczno-kostiumowego w historii polskiej kinematografii” (ponadto aktor Tadeusz Łomnicki otrzymał między innymi za rolę w Potopie nagrodę „dla najlepszego aktora polskich filmów historyczno-kostiumowych”).

## Potop Redivivus
Jerzy Hoffman po latach zainicjował powstanie odnowionej cyfrowo, przeznaczonej do dystrybucji kinowej wersji Potopu pod nazwą Potop Redivivus. Wraz z montażystą Marcinem Bastkowskim skrócił czas trwania filmu z pięciu do trzech godzin, aby Potop można było bezproblemowo dystrybuować. Potop Redivivus skraca wątki z pierwotnej wersji filmu (np. sceny szwedzkiej kolubryny oraz przemarszu wojsk szwedzkich), ale ostateczny materiał został odnowiony – usunięto uszkodzenia zapisane na filmowym negatywie, a materiał zapisany na starej taśmie filmowej poddano korekcji barwnej. Premiera Potopu Redivivus odbyła się 15 września 2014 roku.